# 和字頭派系
「和字頭」是香港活躍的三合會聯盟，由數十個幫會結盟而成。聯盟成員幫會名稱皆以「和」字開頭，主要成員包括：「和合圖」、「和勝和」、「和安樂（水房）」、「和勝義」、「和義堂」、「和勝堂」、「和利和」、「和勇義」及「和洪聖」等。

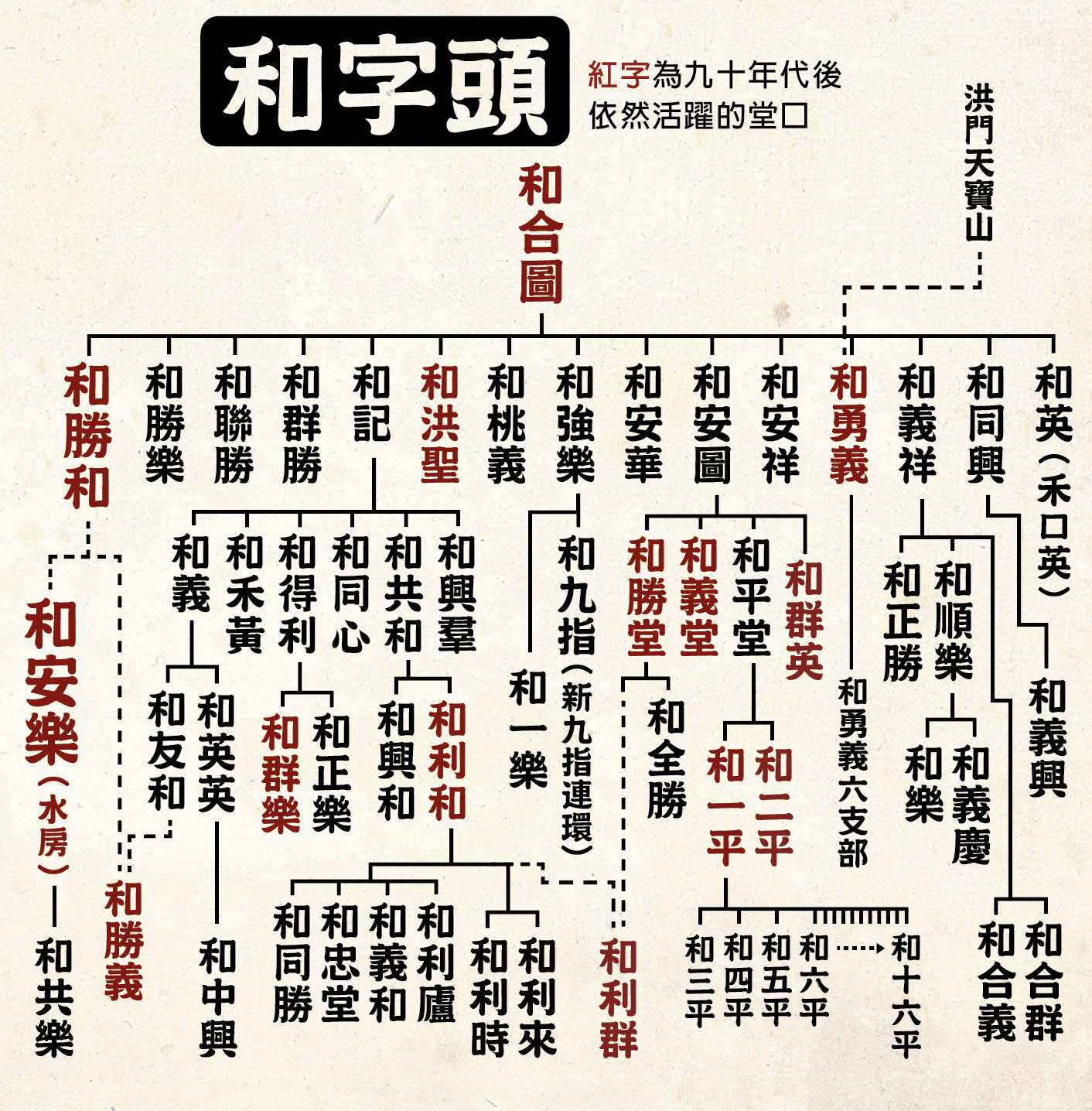
和字頭幫派譜系表

## 概況
「和字頭」創立於1909年，是以「和合圖」為母會組成的一個香港三合會聯盟，反清洪門秘密社團。滿清亡國後，逐漸轉型為犯罪聯盟。二戰前，「和字頭」以「和合圖」及「和安樂（水房）」為首，是香港最大的黑幫派系。二戰後，江湖地位受到外來幫派「14K」及「新義安」的挑戰，1997年後，大部份和字頭幫會勢力已衰退，「和勝和」於2010年代勢力壯大，成為和字頭最大的社團。
由於「和」字的口部在右側，故江湖中人亦習慣稱和字頭派系為「歪嘴」或「老歪」（「歪」字讀作粵音me2，而不是waai1)。而另一別稱是「和記」。

## 組織架構
和字頭由數十個幫會堂口結盟而成。設有「香主」一職，又稱「總坐館」，負責統領聯盟對外事務；協調旗下堂口間的紛爭；團結應付敵對幫派。亦有段時期聯盟設有「二路元帥」一職，充當「香主」的副手。而各堂口事務則獨立經營，不受「香主」管控，各自利益亦不須與聯盟分享。
「香主」由選舉產生，一般任期為三年。選舉時，會舉行簡單茶敘或晚宴，各堂口「坐館」與一眾卸任「前香主」聚首，由在席人士提議德高望重者為新任「香主」，如無異議即通過；如有異議，則另提人選，進行投票，直到一致通過為止。當選者若不在場，會由前任香主專程通知。若出選人由卸任「前香主」推薦，通常會攜同出席。會後，各堂口「坐館」向下屬口頭通知，整個程序即告完成。草創時期，「香主」一直由「和合圖」成員擔任，到後期，各堂口亦有權出選。「香主」可無限連任，「和安樂 （水房）」黃老潤亦曾經於1950年代「蟬聯」多屆。到六十年代，和字頭香主為「和安樂（水房）」的金牙連，而「和勝義」的坐館黑仔耀則任職當時「和字頭派系」的二路元帥。

## 1884-1920年，草創期歷史

### 碼頭罷工，合圖成立
「和字頭」歷史先由其母會「合圖」工會的成立說起。
1847年（道光二十七年），香港開埠初期，已有26個洪門堂口的記載，但並未出現正式的工會組織。直至1884年8月，中法戰爭期間，中上環碼頭工人發起罷工，反對法國侵佔華南地區，拒絕接駁法國商船貨物，水警以違反《商船條例-卸載貨物法》為由拘捕數十工人，因此12個工人領袖聚集於香港中環的「和記客棧」，並組織起來發動全港反法游行示威，成立了一個工人互助幫會「合圖」。名字取其「合圖大業、振興中華」之意。
12人選出「合圖」史上第一任首領賴忠，綽號「盲忠」（江湖人稱「歪嘴皇帝」）。因賴忠畢業於曰字樓孤子院（現拔萃男書院），受過高等教育，英语流利，勇於向港英政府爭取權益。「合圖」是香港歷史最悠久的工會組織，早期成員多數為廣府三邑人。

### 創立聯盟，統合眾幫
到了1900至1909年間，香港又湧現許多工人組織、同鄉會及宗親會，山頭林立。1907年，廣東洪門天寶山碧血堂的「黑骨仁」（或稱「黑骨紅」）來港建立「勇義堂」，見到本地幫派紛亂無序，不時發生械鬥，遂於1909年端午節召集數十個幫會頭目， 在筲箕灣一處偏僻隱秘、屬於「洪聖會」的曬魚場，舉行歷史上首次「香港洪門大會」。
在會上，「勇義堂」黑骨仁向各堂主灌輸洪門秘密會社的規矩與管理體系，並倡導幫會間發生糾紛時應以「講數」談判方式解決，除非迫不得已，不可輕易動武驚動官府，強調「以和為貴」。此倡議獲得眾堂主一致認同，遂決議所有堂口名稱前均加上一個「和」字，從而形成既一個既團結又保留自主權的「和字頭」派系聯盟。並推舉當時最大勢力的幫會「合圖」作為「和字頭」聯盟的母會，以統領聯盟對外事務，仲裁各堂口的紛爭。「合圖」逐改稱為「和合圖」；「勇義堂」改稱「和勇義」；「洪聖會」改稱「和洪聖」。
此次集會雖然命名為「香港洪門大會」，但「和字頭」九成組織都並非源自洪門系統，但黑骨仁認為洪門不需官方承認，有人馬即可。而且引入洪門儀式、獨特暗語與神秘氣氛，不僅可服眾，凝聚向心力，更或者有利可圖。「合圖」堂主「華于」則認為「洪門」支援反清革命的宗旨與其組織價值觀相符，主張在滿清政府積弱的年代，香港幫派更應該團結一致，保障香港漢人權益。
「和字頭」雖不像正統「洪門」擁有「××山、××堂、××水、××香」的稱號，但透過黑骨仁傳承洪門文化及組織架構，亦算是掛上了洪門之名號。

聯盟草創期共有十數個分支。其中「和勇義」、「和洪聖」、「和桃義」、「和勝和」、「和勝樂」、「和義祥」、「和安圖」、「和強樂」、「和共和」、「和安祥」、「和義」、「和得利」、「和興群」、「和記」、「和英」等堂口便是於這草創期結成聯盟。

此外，「和字頭」的結盟模式，亦影響了香港的其他幫會的成立及聯盟格局，與之抗衡。包括「同字頭」、「全字頭」、「西字頭」及「順字頭」等。

### 滿清亡國，洪門轉型
相傳，當時「和合圖」多名頭目也是漢民族主義者，曾經積極派幫眾從香港北上支持1895年的乙未廣州起義。亦參與過 1908年的抵制日貨事件，1910年的庚戌新軍起義，1911年黃花崗起義以及辛亥革命，對當時中華民國之立國進程產生了重要的歷史影響。
「和合圖」招牌詩:

「和牌掛起路皆通，四海九州盡姓洪

他日我皇登大寶，洪家哥弟受皇封」。

1912年，清帝退位，滿清帝國滅亡，雖然國民政府成立，但新政府卻拒絕正式承認洪門的革命貢獻及合法地位。此後，香港洪門很多已由地下反清組織變成地區互助幫會，旨在於警力不足的年代負責維持民間治安、保障生意地盤、向會員提供慈善服務、節慶活動及賭博娛樂，並於每年收取會員費作營運。但這些幫會堂口仍沿用舊洪門的入會儀式，包括「收馬」和「紮職」。
1910-1920年代，隨著香港發展成貿易轉口港，十年間大量引入移民勞工，人口由20萬急增至50萬人。當時吸納最多會員的是兩大幫會：「和合圖」和「福義興」。「和字頭」主要由三邑人、四邑人、圍頭人及客家人組成；「福義興」則主要由福建、鶴佬及潮州人組成，兩大幫勢力已偏佈港九各區。期間又有「和一平」、「和禾黃」、「和同興」、「和全勝」、「和正勝」、「和順樂」、「和英英」等工人幫會、小販商會、宗親會或同鄉會歸入「和字頭」聯盟。

## 1920-1940年，擴張期歷史

### 省港罷工，幫會擴張
1925至1926年的省港大罷工導致大量失業人士湧入幫會，促使各社團及堂口迅速擴大，漸變成犯罪組織。尤其是當時規模最大的「和合圖」，在經濟蕭條時期，搶劫糧食再變賣、囤積貨品炒賣、放高利貸及進行敲詐勒索等非法活動。「和合圖」總堂口設於西環，勢力已擴展到灣仔、香港仔、九龍各區及新填海發展的銅鑼灣。
1926年，「和利和」在灣仔召集街頭失業工人而成立，當時正值港島區警力集中於日間鎮壓省港大罷工，會員們抓住機會犯案，白天派人「踩線」探查警力薄弱之處，夜間則組織搶劫店舖。當時家居自來水尚未普及，市民需要到街上的公共食水喉取水，但由於夜間治安不穩，許多市民不敢出門。於是，港島區黑幫「聯樂堂(單耳）」及「和利和」便替市民挑水，並以此向他們勒索，每擔水收取一元（當時香港工人平均日薪為0.5-1.5元港幣，一元是不少的數目）。短短半年間，「和利和」收入迅速增加，堂口急速壯大，其勢力範圍迅速擴展至港島中西區、尖沙咀及深水埗。
1929-32年，「和利和」擴張後，拆出分支堂口「和利廬」、「和義和」、「和同勝」、「和忠堂」。當中「和利廬」勢力較大，主要活動於港島中區，隨後擴展至港九地區，成為中型堂口。
此外，因罷工潮而壯大的堂口還包括「和勇義」，相傳其源自和字頭草創元老「黑骨仁」創立的「天寶山勇義堂」，並於1907年在石塘咀成立。該堂口的大部分幫員由三角碼頭的苦力組成。至1925年，其勢力逐漸伸展至港島中西區、筲箕灣及旺角等地。並大量招收失業工人，從事賣假藥、拐帶兒童、販賣人口、「劏死牛」（在僻靜地區暴力行劫）及勒索保護費。此後，「和勇義」旗下開設六個港九地區分支，分別命名為「一支部」、「二支部」、「三支部」、「四支部」、「五支部」以及「六支部」。

### 派系分裂，水房坐大
1930年，「和勝和」與「和字頭派系」因勢力分配的分歧而內鬥，最終脫離「和合圖」而獨立。「和勝和」前身是「勝和同鄉會（東莞市南城區勝和村同鄉會）」，早於1901年成立於九龍仔圍村。成員有大部分是客家人及香港原居民圍村氏族。經營各種賭檔、放高利貸、賣淫及販毒生意，並憑藉財務穩健逐漸壯大，發展成數千幫員的中型堂口。
1933年，一個專營小偷集團及走私鴉片的新堂口-「和勝堂」成立，成員多是客家藉。由上環、西區海傍崛起，並擴張至九龍，與「和勝和」的分支「和安樂（水房）」爭奪油麻地的地盤，衝突連連。
同年，面對「和勝堂」的挑戰，「和安樂（水房）」的第二代領袖中出現了一位狠辣人物——溫貴。他於油麻地吳松街大觀酒樓設下刀手埋伏，一舉擊潰「和勝堂」主力，使油麻地的娛樂場所完全落入「和安樂（水房）」的掌控，一時聲勢大振。
1934年，「和安樂（水房）」因利益衝突而脫離「和勝和」自立門戶。「和安樂」領袖溫貴將其社團劃分為十條線，層層指揮如軍隊般嚴密。擴張勢力至港九新界，眾多堂口成員轉投「和安樂」。在二戰前夕，江湖間流傳「最老福義興，最大和安樂」的說法，因為當時的「和安樂」不僅財力雄厚，且在全港三合會幫派中擁有最為強大的人力規模（勢力已超越「和合圖」，當年還未有14K及新義安等勢力），會員數以萬計，堪稱戰前香港三合會堂口的翹楚。
1937年，「和勝義」從「和勝和」分拆出來，部分成員來自「和友和」內訌後轉會組成，原為「勝義鐵匠三會」，並吸納了大角嘴、旺角及油麻地一帶的建築打鐵工人、油漆工人、三行工人與茶樓工人入會。主要從事勒索茶樓及食店保護費、營運賭檔及色情架步。
1940年，「和利群」從「和勝堂」分拆出來，主要以經營非法跳舞場、鴉片煙館維生。勢力分散於中環、銅鑼灣、柴灣及旺角，擴展成為中型堂口。
同年，「和義堂」由堅尼地城的「義堂西區商販工會」轉營為洪門幫會，勢力主要集中在港島西一帶，在上環及西環之街市和菜檔徵收各攤販保護費，以及經營賣淫集團，逐步發展為地區性黑幫組織。

## 1941-1945年，二戰時期歷史

### 協助日軍，侵害香港
1941年夏天，二次世界大戰，日軍試圖佔領香港及中南半島，「和安樂」、「和利和」及「和勇義」等三合會頭目接受日本憲兵隊收編，秘密加入日本情報機構「第五縱隊」，裡應外合，提供港英軍事情報，為日軍在12月侵略香港而開路.
1941年12月9日，香港保衛戰正值緊張時刻，日軍兵臨城下。隨著英軍撤退九龍期間出現的治安真空，三合會趁機四處搶掠、殺人、姦淫擄掠，製造了極大的混亂。九龍的各個三合會堂口，包括「和安樂」、「和利和」、「和洪聖」、「和群英」、「和勇義」、「和聯勝」以及「粤東幫」等，於深水埗欽州街一幢唐樓的天台聚首密謀搶掠計劃，並瓜分勢力範圍，他們在搶掠行動時手臂纏有白布，並在街上高喊「勝利」作為記認，因而被稱為「勝利友」。12月9日至10日，千多名「勝利友」在九龍區持刀搶掠民居、店舖與銀行，横行無忌，予取予携。

12月11日早上，由「和安樂」的白紙扇梁棠領軍，一夥勝利友闖入尖沙咀九龍倉，毆打留守的職員，並將倉庫內存放的糧食和物資全部搶走，這些物資原本是預留給市民的。

同日上午，在英軍仍然死守的港島區，港島三合會堂口：西環的「和合圖」和灣仔的「聯樂堂（單耳）」也密謀參與九龍的搶掠活動。他們組織了共六十餘人的隊伍，在上環脅迫艇戶渡海至九龍的旺角，一同加入搶劫行列。

至12月11日下午，勝利友進一步蔓延到紅磡、土瓜灣一帶展開搶掠行動，他們火燒黃埔船塢，在每條街道中間燃起火堆，將居民趕出家門，強迫交出財物，殺害反抗市民。隨著行動擴大，這群暴徒在下午抵達九龍城，並與「福義興」為首的潮州幫展開激烈廝殺，雙方死傷眾多。

整個九龍騷亂持續了三天，直到12月12日清晨，日軍佔領九龍並重新建立秩序後才得以平息。

### 日治時期，共管治安
1941-45年，日軍管治香港，遂推動各個三合會成立一個稱為「興亞機構」的組織，協助日軍維持社會秩序、偵查反日本的活動及提供民間情報。當時加入的組織包括：和字頭派系的「和安樂（水房）」、「和利和」及「和洪聖」，還有其他派系的「福義興」、「同新和」及「全一志」加入。日軍允許「香港興亞機構」成員繼續經營賭檔及販毒，作為對他們合作的回報。組織成員也在日軍的推動下經營賣淫場所，供日軍在香港尋歡作樂。
1946年，二次大戰結束，英國重新接管香港。港英政府逮捕數名有參與「勝利友騷亂」及在日治時期犯案的三合會頭目，包括時任「和安樂」頭目梁棠，「和利和」頭目李流，並將他們遞解出境。

## 1945-1974年，二戰後歷史

### 14K崛起，和字頭改革
1945至1950年，戰後百廢待興，不少老牌堂口如「和聯勝」、「和安祥」、「和同興」等相繼消失，不是生意瓦解，就是被併吞。與此同時，因大量難民湧入香港，警黑勾結，治安欠佳，坊間盛傳「警察管黑幫，黑幫管治安」，市民為求庇護紛紛入幫。 部分堂口因而壯大。「和安樂（水房）」依然是香港最大的幫會。
1949年後，外來新幫派「14k」、「新義安」、「粵東幫」及「上海青幫」的兇悍作風，改變了戰前幫派較和平共存的秩序。其中，「14k」迅速崛起，於1951年成員已經急增至8萬人，超越了「和安樂」約有6萬會員的規模。
1956年，為了重新團結，對抗新掘起的敵對幫派，「和安樂」堂主黃老潤被推舉為「和字頭」總坐館(香主），負責統合聯盟，仲裁堂口之間的紛爭。為吸納更多會員，「和字頭」不再設洪門會員名冊（海底），簡化入會程序及門檻，但同時導致組織控制力與忠誠度下降。
當年，勢力次於「和安樂」的堂口，如「和合圖」、「和利和」、「和勇義」、「和勝和」、「和勝義」、「和洪聖」也有不少的擴張。至於規模較小的堂口，則包括「和勝堂」(中西區及九龍)、「和義堂」(港島西區）、「和群英」(港島西區及九龍)、「和群樂」(港島中西區)、「和一平」(僅在元朗區及附近鄉村活動)、「和二平」(元朗、油麻地)、「和勝樂」(港島中西區)、「和桃義」(港島西區)、「和利群」(港島中區)、「和利廬」(港島中區)、「和強樂」(九龍及港島東區)、「和友和」(深水埗)、「和樂」(油麻地)、「和順樂」(旺角、紅磡) 、「和正勝」(旺角、梅窩及長洲) 、「和義和」(九龍)、「和義興」(港島東區)、「和全勝」(港島東區)以及「和九指」(灣仔)。

### 雙十暴動，黑幫作亂
1956年，香港右派（親國民黨）工會組織策劃雙十暴動，在「和安樂（水房）」、「和勝義」及「14K」參與下迅速演變為嚴重暴力活動，三合會成員領導焚車、趁亂集體搶劫、殺害香港市民以製造恐慌、與親共產黨的人士發生械鬥衝突。事件釀成約60人喪生，逾300人受傷。1957年，暴動過後，港英政府特別成立了反黑組，專門偵查三合會活動。
1956年後，香港政府大規模遞解了600多名曾參與雙十暴動的黑幫成員，其中「和安樂」、「和勝義」與「14K」的頭目，選擇了澳門作為落腳點，績極擴張勢力，建立澳門堂口，涉及販毒和賭業。「和勝義」與「和安樂」、「14K」以及「聯公樂（單耳）」，合稱為六十年代後澳門四大「過江龍」新勢力。 

### 警黑勾結，黑幫盛世
1962-1973年，擔任「和合圖」龍頭的陳泰（本名陳庭雄），人稱「灣仔皇帝」，曾任「和字頭」總坐館。因協助探長呂樂進行收租(收賄)活動而聲名大噪。當時呂樂擔任香港警務處刑事偵緝處總華探長，任內將警員與黑社會之間的貪污行為制度化，讓「和字頭派系」在全港華人便衣警察的庇護下穩定發展犯罪事業，雙方建立了互惠互利的密切關係。
此時「新義安」與「福義興」結盟而成的「潮州幫」亦在呂樂的強力支持下，崛起成為香港三大幫派之一。以致六七十年代約有35%的警務人員半公開地擁有黑幫背景。

### 國際販毒，海外分銷
1966-1974年，在呂樂探長掌權下，只准許香港「潮州幫」壟斷製毒生意，並與「和字頭派系」合作分銷。當中有兩大販毒網絡。
主要一大販毒網絡是以「福義興」、「敬義」及「義群」組成的「潮州幫聯盟」為首，由緬甸金三角輸入嗎啡原料。至香港由「潮州幫」負責提煉AA級海洛英，專營高純度毒品市場。製成品由「和合圖」、「和勝義」、「和洪聖」等幫派合作銷售，透過郵遞等秘密管道輸往海外，流入東南亞與歐洲市場。
另一是以「14K」的馬菲士及「和安樂(水房）」的沙塵超為首，與曼谷黑幫「飛虎堂」合作，在日本則與「山下幫」結盟，組織國際毒品交易網絡。他們的主要犯罪活動包括從泰國進口嗎啡原材料，在香港由馬菲士及沙塵超集團製作海洛英及興奮劑，並聯結「和利和」、「和勝和」、「和勇義」等，走私到海外的堂口，售賣到亞洲及歐洲各地，藉此牟取暴利。

### 新界發展，「和勝和」崛起
在60年代末至70年代末，隨著香港政府推動新市鎮發展，政府給新界原居民買地賠償，當地青年人口迅速增長，使原本在新界圍村扎根的「和勝和」日漸壯大，勢力雄霸於荃灣、元朗、上水、粉嶺、大埔及屯門，成為「和字頭」幫派中第二大規模的組織。按1973年警方的估算，當時「和勝和」成員已超過20萬人，「和安樂」則約有60萬人。

## 1974-1997年，經濟起飛期歷史

### 廉署成立，打擊黑幫
1974-1977年，「廉政公署」成立，大力掃除大量貪腐收賄的警員，多名警長及幫派頭目遭拘捕或潛逃海外，導致三合會勢力迅速縮小。
根據1977年香港反黑組的統計，三合會被政府打擊後陷入大幅衰退，已不再存在像1960年代數十萬會員的堂口，當時各堂口統計會員人數如下：
| 結盟派系 | 幫會名稱                | 人數(約) | 總數   |
| -------- | ----------------------- | -------- | ------ |
| 十四K    | 十四K                   | 50,000   | 50,000 |
| 和字頭   | 和安樂（水房）          | 30,000   | 75,100 |
| 和字頭   | 和勝和                  | 11,000   | 75,100 |
| 和字頭   | 和合圖（硬殼）          | 8,000    | 75,100 |
| 和字頭   | 和勝堂                  | 5,500    | 75,100 |
| 和字頭   | 和義堂                  | 5,000    | 75,100 |
| 和字頭   | 和勝義                  | 4,000    | 75,100 |
| 和字頭   | 和利和                  | 4,000    | 75,100 |
| 和字頭   | 和勇義                  | 1,500    | 75,100 |
| 和字頭   | 和洪聖                  | 1,000    | 75,100 |
| 和字頭   | 和一平                  | 700      | 75,100 |
| 和字頭   | 和二平                  | 400      | 75,100 |
| 和字頭   | 和群樂                  | 500      | 75,100 |
| 和字頭   | 和群英                  | 500      | 75,100 |
| 潮州幫   | 福義興                  | 20,000   | 39,000 |
| 潮州幫   | 新義安                  | 15,000   | 39,000 |
| 潮州幫   | 敬義                    | 3,000    | 39,000 |
| 潮州幫   | 義羣                    | 1,000    | 39,000 |
| 四大公司 | 聯公樂（單耳）          | 10,000   | 28,500 |
| 四大公司 | 東聯社                  | 600      | 28,500 |
| 四大公司 | 聯英社（老聯)           | 7,000    | 28,500 |
| 四大公司 | 聯羣社（老聯分支)       | 1,000    | 28,500 |
| 四大公司 | 聯羣英（老聯分支)       | 1,000    | 28,500 |
| 四大公司 | 聯義社（老聯分支)       | 500      | 28,500 |
| 四大公司 | 同樂別墅（同樂)         | 700      | 28,500 |
| 四大公司 | 同新和（同樂分支)       | 5,000    | 28,500 |
| 四大公司 | 同義社（同樂分支)       | 500      | 28,500 |
| 四大公司 | 廣聯盛（同樂分支)       | 300      | 28,500 |
| 四大公司 | 廣洪（同樂分支)         | 200      | 28,500 |
| 四大公司 | 全一志（尖頂）          | 500      | 28,500 |
| 四大公司 | 全聚義                  | 200      | 28,500 |
| 四大公司 | 全聚英                  | 100      | 28,500 |
| 四大公司 | 馬交仔（澳門幫）        | 1,000    | 28,500 |
| 其他幫派 | 粤東幫（秤鉤）          | 1,000    | 3,000  |
| 其他幫派 | 上海青幫 （無組織系統） | 2,000    | 3,000  |

### 經濟起飛，「和字頭」式微
七十年代末，「和安樂（水房）」由於被香港廉政公署及反黑組重點打壓，導致部分核心領導人被捕或逃離香港，分別前往英國、加拿大、荷蘭及東南亞設立分會，其在香港勢力因此迅速縮小。「和安樂」在油麻地的地盤被「新義安」吞併，江湖第二大幫的影響力大幅衰退。
到了八十年代，「和勝和」亦失去了在大埔及屯門的重要地盤，同樣被「新義安」奪取，令其勢力大幅下滑。
「和利和」内訌分拆出「和利時」及「和利來」兩個小堂口，「和利和」頭目轉營合法企業，勢力慢慢淡出江湖。
「和勇義」在筲箕灣及旺角的地盤分別被「聯英社」及「14K」吞併，堂口名存實亡。
「和一平」活躍於元朗八鄉及附近村屋，戰前曾發展出「和一平」至「和十六平」十六個分支，其後互相吞併，戰後僅餘下「和一平」及「和二平」，屬自成一角的地區性勢力，少有被警方拘控紀錄。九十年代地盤漸漸被元朗的「14K」取代。
「和勝堂」頭目不和，部分成員「過底」轉投到「新義安」，堂口自此一蹶不振。
1980-90年代，香港經濟起飛，黑幫低迷數年後又再興起，「和安樂」、「和合圖」、「和洪聖」、「和群樂」及「和群英」等轉型從事夜總會、的士高、卡拉ok舞廳、色情按摩/桑拿、販賣盗版影音。但被不斷招兵買馬以擴張勢力的「14K」與「新義安」壓下去。同期，隨著「和字頭」、「福義興」及「四大公司派系」衰退，香港黑幫格局逐漸轉變，八九十年代成為「14K」與「新義安」兩大幫會鼎盛的時代。
1990-2000年代，「和字頭」勢力更替，堂口地盤分配從新洗牌，「和字頭」總坐館(香主）由黃老太擔任，2006年由陳偉妍承接

### 中共接管香港，「和勝和」坐大
1997-2000年，香港主權移交中國後，「新義安」頭目向氏家族在被中共招安後逐漸轉向低調。「14K」龍頭「太子」專心經營丁屋發展，旗下各「字堆」分散各自為政，部分「14K」首腦轉移到中國大陸、東南亞或歐美發展。形勢此消彼長下，「和勝和」得以壯大，挑戰兩大幫的主導地位。

## 2000年至今，中港融合時期
2000-2010年代，「和勝和」與中國官商打通關係，利用其新界北區地盤的優勢，靠中港兩地走私水貨、軟性毒品、電子零件、偷車市場而壯大擴張。跟「新義安」和「14K」並稱為香港三大黑幫。
「和勝和」壯大的同時，「和安樂（水房）」及「和合圖」依舊活躍。但其他「和字頭派系」勢力已大不如前，「和勝義」及「和義堂」雖仍有活動，但已逐漸式微。

### 各堂口近況
「和勝和」在2010年後繼續擴張勢力，主要遍佈荃灣、元朗、上水、油尖旺及九龍東，涉足小巴保護費、毒品、非法賭博等。2006至2010年間控制三條紅色小巴線，年收保護費逾千萬。2010年代「和勝和-南亞幫」冒起，主導偷渡與黑工市場。2022年，其與「新義安」在中環因地盤利益爆發槍戰，造成多人重傷。2025年警方破獲「和勝和」傳統入會儀式，反映幫派活動依然猖獗。警方估算「和勝和」成員人數約有3萬人。
「和安樂」於2000年代香港會員逾兩萬人，分為兩支，其中一支活躍於油尖旺及澳門；另一支活躍於灣仔。2001年，其在公海舉行「選坐館儀式」時被警方臥底破獲，拘捕近百人，包括四名首腦。2012年，幫內爆發「保守派」與「少壯派」的內訌，前坐館「高佬發」遭刺重傷，行兇者「水房基」被警察擊斃。2019年後，勢力仍見於九龍區，並涉及毒品販售與色情業操控等非法活動。
「和合圖」2000年代初販賣盜版光碟，2010年代靠軟性毒品市場賺取暴利。2022年其頭目因爭女問題與「新義安」在元朗爆發血戰，延續黑幫恩怨。現在主要活躍於香港仔、尖沙咀與銅鑼灣。
「和勝義」則以荃灣、葵涌及澳門為根據地。2002年及2016年分別因經營非法賭檔與販毒被警方多次打擊，近年仍涉及毒品與賭博活動。
「和義堂」活躍於西環、中環與上環。2002年曾與其他幫派聯營跨境賣淫集團，並曾壟斷西環紅色小巴線，向司機收取高額入線費。2020年，更因向新開酒樓勒索陀地被捕。其收入來源多為街市攤販保護費與中小商戶勒索。

### 協助親共派，對付民主派
2009年，香港民主派李柱銘與黎智英成刺殺目標，涉案黑幫為「和安樂（水房）」，執行指揮者為退隱多年話事人「神仙錦」童雅民，報酬高達百萬美元，內地公安拘捕十人，但仍未找到幕後主腦。
2012年特首選舉中，梁振英競選團隊成員范徐麗泰等在流浮山與「和勝和」前坐館郭永鴻（綽號：上海仔）共進晚餐，涉及新界鄉議局成員，事件震驚香港社會，被社會各界質疑事件涉及黑金政治。
2014年，敢言揭中共領導習近平及溫家寶財務黑幕的記者劉進圖被斬傷，疑與「和勝和」有關，事件引發市民對香港新聞自由受損的關注。
2019年7月21日，「和勝和」及「和安樂」之幫眾參與「7‧21」元朗襲擊事件，有組織地手持武器無差別襲擊民眾以及反修例運動抗爭者。導致多人傷重，警方當日未即時拘捕兇徒。

## 流行文化

### 影視
- 《黑社會電影系列》(2005-2006) :杜琪峰執導，當中的虛構黑幫「和聯勝」正是以和字頭派系三合會作藍本。

### 知名人物
- 吳志雄，香港男演員，組織和合圖的前成員，香港電影《古惑仔電影系列》裡的主角陳浩南及大佬B是以他為原型創作

## 參閲
- 三合會
- 和勝和
- 和安樂
- 和合圖
- 和勝義
- 和義堂